# محمد الدخيسي
محمد الدخيسي (مواليد 17 يونيو 1967 في وجدة)، مدير الشرطة القضائية بالمديرية العامة للأمن الوطني، ومدير مكتب الإنتربول بالمغرب.

## مسيرته
التحق محمد الدخيسي بسلك الشرطة سنة 1989 كضابط للأمن، وسرعان ما تم تعيينه رئيسا للقسم القضائي الثاني بمصلحة الشرطة القضائية بفاس سنة 1990، وبعد مرور سنة واحدة في هذا المنصب تم إلحاقه سنة 1991 وهذه المرة رئيسا لقسم التحقيق الجنائي في الجرائم المالية والاقتصادية بنفس المصلحة.
سنة 1995، تمّ تعيينه رئيسا للفرقة الجنائية بالشرطة القضائية بوجدة، لتنطلق تحركاته المكوكية وبتعليمات من إدارته ما بين سنة 1996 وإلى سنة 1998 تمت خلالها ترقيته إلى عميد شرطة بنفس المدينة، إلى أن استقر كرئيس لمفوضية الأمن الوطني بتاوريرت.
سنة 2001، تمّ تعينه رئيسا للمنطقة الثالثة بولاية أمن الرباط، في عهد المدير العام للأمن الوطني، حفيظ بنهاشم آنداك، وبعدها بسنتين عُين في منصب عميد مركزي بالأمن الإقليمي بمدينة سلا.
أما في الحقبة التي كان فيها الجنرال حميدو لعنيكري مديرا للأمن، فقد تم تعين الدخيسي سنة 2005 رئيسا للمنطقة الأمنية بولاية أمن فاس. وفي عهد الشرقي الضريس، تم تعيين محمد الدخيسي رئيسا للمنطقة الإقليمية لأمن الناظور سنة 2006.
وتحمل الدخيسي برتبة مراقب عام، سنة 2009، منصب والي أمن ولاية العيون، وعُين في سنة 2012 واليا للأمن على الجهة الشرقية، وفي عام 2014 واليا للأمن بجهة مراكش في نسختها القديمة والجديدة.
سنة 2016، كلفه عبد اللطيف الحموشي، المدير العام لمديرية الأمن الوطني، بتولي مهمة مدير مكتب الإنتربول بالمغرب، وذلك أياما بعد تعيينه في منصب مدير مديرية الشرطة القضائية بالإدارة المركزية بالرباط.